# Scharnsteiner Straße
Die Scharnsteiner Straße B 120 ist eine Landesstraße in Österreich. Sie führt auf einer Länge von 32 km von Gmunden am Traunsee durch das Traunviertel zur Pyhrn Autobahn A 9. Sie verläuft am nördlichen Rand der oberösterreichischen Voralpen. Benannt ist die Straße nach der Marktgemeinde Scharnstein, die an der Strecke liegt.

## Geschichte
Die Scharnsteiner Straße wurde am 1. Jänner 1949 als Teil der Voralpen Straße in das Netz der österreichischen Bundesstraßen aufgenommen.
Seit dem 1. Dezember 1973 endet die Scharnsteiner Straße in Inzersdorf im Kremstal.